# ジョゼ・アルド

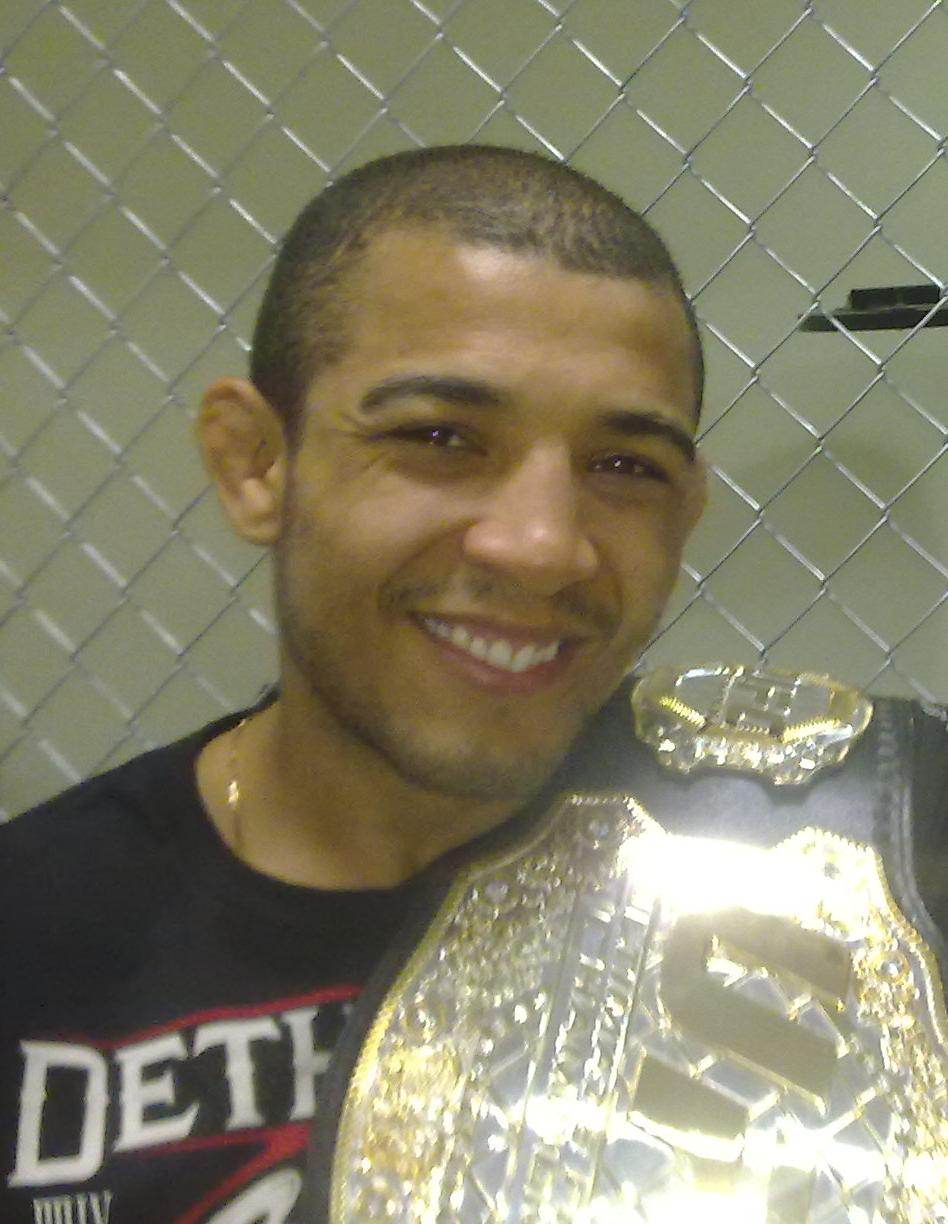
UFC世界王者時代のアルド

ジョゼ・アルド（José Aldo、1986年9月9日 - ）は、ブラジルの男性元総合格闘家、プロボクサー。アマゾナス州マナウス出身。ノヴァウニオン所属。元UFC世界フェザー級王者。元WEC世界フェザー級王者。UFC殿堂入り。

## 概要
王者時代には「総合格闘技のフェザー級世界最強」「フェザー級絶対王者」と評価され、UFCの王座を7度、WECの王座を2度に渡り防衛し、パウンド・フォー・パウンド最強の有力候補にも挙げられていた。2015年にコナー・マクレガーに敗れるまで10年間無敗という驚異的な戦績を誇り、UFC公式が作成したアルドのバイオグラフィーは「偉大なブラジル人MMAファイターの総合目録を作るとしたら、ジョゼ・アルドを含まないわけにはいかない。彼は誰の目から見ても王者であり、スポーツの神である」と称している。

## 来歴
マナウスのファヴェーラで貧しい家庭に生まれる。幼少時代はサッカーに勤しみ、セミプロ選手として活躍していたが、喧嘩に巻き込まれることが多く、自己防衛の為にカポエイラを始めた。ブラジリアン柔術のコーチに勧められ14歳の時にブラジリアン柔術を始めると、17歳の時に総合格闘技で一旗揚げることを決心しリオデジャネイロに移住。マルコ・ロウロやペドロ・ヒーゾに師事し、2004年に17歳で総合格闘技デビューし、2005年には修斗米大陸フェザー級（60kg）2位にランクされた。
2005年11月25日、Jungle Fight 5でルシアノ・アゼベドと対戦し、チョークスリーパーで2R一本負け。キャリア8戦目で初黒星を喫した。
2007年7月27日、初参戦となったパンクラスで昇侍と対戦し、3-0の判定勝ち。

### 2008年
2008年6月1日、WEC初参戦となったWEC 34でアレッシャンドリ・フランカ・ノゲイラと対戦し、パウンドで2RTKO勝ち。11月5日、WEC 36でジョナサン・ブルッキンズと対戦し、パウンドで3RTKO勝ち。

### 2009年
2009年1月25日、WEC 38でローランド・ペレスと対戦し、左ジャブを放ったペレスにカウンターの右膝蹴りでダウンを奪いパウンドで1RKO勝ち。3月1日、WEC 39でクリス・ミックルにTKO勝ち。6月7日、WEC 41でカブ・スワンソンと対戦し、左右の飛び膝蹴りで開始8秒のTKO勝ち。
2009年11月18日、WEC 44のWEC世界フェザー級タイトルマッチでマイク・トーマス・ブラウンに挑戦し、2RにバックマウントからのパウンドでTKO勝ち。王座獲得に成功し、ノックアウト・オブ・ザ・ナイトを受賞した。

### 2010年
2010年4月24日、WEC 48のWEC世界フェザー級タイトルマッチで挑戦者ユライア・フェイバーと対戦。フェイバーの打撃をほぼ受けることなく、右ローキックで脚にダメージを与えて何度も転倒させると、3Rには右ハイキックでフェイバーをぐらつかせて3-0の5R判定勝ち。王座の初防衛に成功した。
2010年9月30日、WEC 51のWEC世界フェザー級タイトルマッチで挑戦者マニー・ガンブリャンと対戦。タックルにあわせたカウンターの右アッパーを効かせ、バックからのパウンドで2RKO勝ち。2度目の王座防衛に成功した。
2010年10月28日、UFCがWECを統合することが発表され、11月20日に新設された初代UFC世界フェザー級王者に認定された。

### 2011年
2011年1月1日、UFC 125のUFC世界フェザー級タイトルマッチでジョシュ・グリスピと対戦予定であったが、アルドの負傷欠場により試合は中止となった。
2011年2月下旬からオランダへと渡り、アンディ・サワー率いるチーム・サワーとメジロジムにて打撃特訓を行った。この際、サワーから打撃を教わる一方で、サワーに総合のテクニックなどを教えるなど、お互いに協力し合った。
2011年4月30日、UFC 129のUFC世界フェザー級タイトルマッチで挑戦者マーク・ホーミニックと対戦。キックボクシングの北米王座を獲得しているホーミニックをスタンドの攻防で圧倒しパンチで2度ダウンを奪い、5Rに急にスタミナ切れを起こしたものの3-0の5R判定勝ち。王座の初防衛に成功し、ファイト・オブ・ザ・ナイトを受賞した。試合後、試合の1週間前に足の爪先の傷から細菌が感染して抗生物質を投与していたが、その抗生物質が効かなかったことでアルドが本調子でなかったことをチームメイトが明らかにした。
2011年10月8日、UFC 136のUFC世界フェザー級タイトルマッチで挑戦者ケニー・フロリアンと対戦。終始フロリアンの持ち味を潰しつつ、パンチを的確に当て続けて3-0の5R判定勝ち。2度目の王座防衛に成功した。フロリアンは「アルドのローキックは人生で受けた蹴りで一番痛かった」と語り、この試合で負った右脚の怪我が引退の要因の一つとなったとも語っている。

### 2012年
2012年1月14日、母国ブラジルのリオデジャネイロで開催されたUFC142のUFC世界フェザー級タイトルマッチで挑戦者チャド・メンデスと対戦。バックを取ったメンデスに振り返りながらの左膝蹴りでダウンを奪いパウンドで1RKO勝ち。3度目の王座防衛に成功した。試合直後には走ってオクタゴンから飛び出し観客席にダイブするパフォーマンスを行った。
2012年7月21日のUFC 149のUFC世界フェザー級タイトルマッチでエリック・コクと対戦予定であったが、アルドの負傷欠場によりUFC 153に延期になった。しかし今度はコクが負傷欠場し、代役に元UFC世界ライト級王者フランク・エドガーが抜擢された。しかし今度は交通事故に巻き込まれたアルドの負傷欠場が発表され試合はUFC 156に延期された。

### 2013年
2013年2月2日、UFC 156のUFC世界フェザー級タイトルマッチで挑戦者フランク・エドガーと対戦。テイクダウンを奪われてもすぐに立ち上がり、パンチと右ローキックを効かせ続けて3-0の5R判定勝ち。4度目の王座防衛に成功し、ファイト・オブ・ザ・ナイトを受賞した。
2013年8月3日、UFC 163のUFC世界フェザー級タイトルマッチでフェザー級ランキング5位の挑戦者ジョン・チャンソンと対戦。4Rに右ストレートを放ったチャンソンが肩を負傷し、直後にテイクダウンを奪いパウンドでTKO勝ち。5度目の王座防衛に成功したが、アルドは試合中に右足を骨折した。当初は同大会でアンソニー・ペティスと対戦する予定であったが、ペティスの負傷欠場によりチャンソンとの対戦に変更された。

### 2014年
2014年2月1日、UFC 169のUFC世界フェザー級タイトルマッチでフェザー級ランキング2位の挑戦者リカルド・ラマスと対戦し、スタンドの攻防で完封して3-0の5R判定勝ち。6度目の王座防衛に成功した。
2014年10月25日、UFC 179のUFC世界フェザー級タイトルマッチでフェザー級ランキング1位の挑戦者チャド・メンデスと2年10カ月ぶりに再戦。1Rに左フックと右ストレートで2度ダウンを奪い、一進一退の激闘を繰り広げて3-0の5R判定勝ち。7度目の王座防衛に成功し、ファイト・オブ・ザ・ナイトを受賞した。

### 2015年

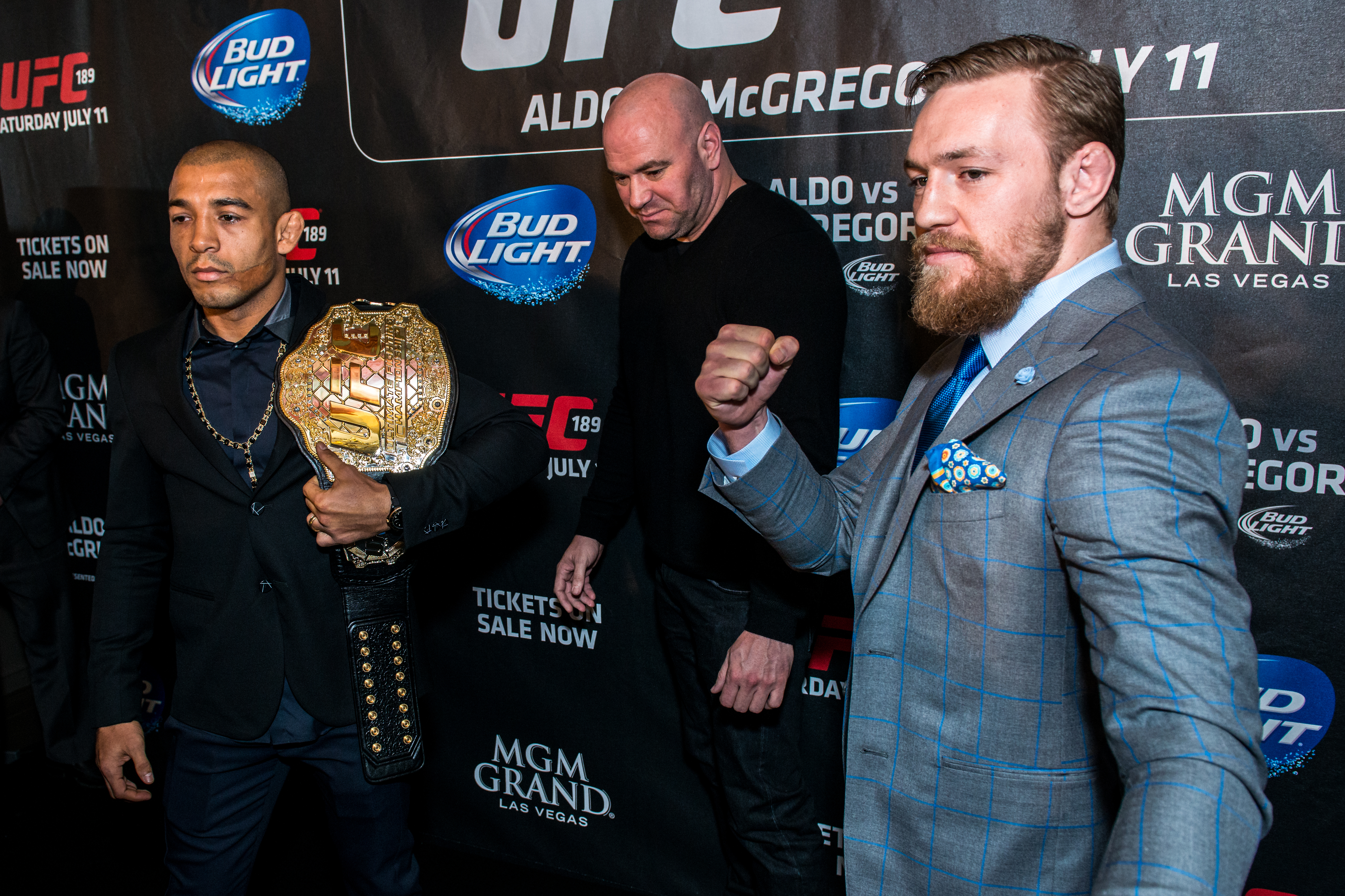
アルドとマクレガー

2015年7月11日のUFC 189のUFC世界フェザー級タイトルマッチでフェザー級ランキング3位のコナー・マクレガーと対戦予定だったが、6月30日にアルドの肋骨の負傷により延期された。
2015年12月12日、UFC 194のUFC世界フェザー級王座統一戦で暫定王者コナー・マクレガーと対戦。前進したところにカウンターの左フックでダウンを奪われ開始13秒のKO負け。約10年ぶりの敗戦を喫し、7度に渡って防衛してきた王座から陥落した。

### 2016年
2016年3月2日、リーボックとスポンサー契約を結んだ。
2016年7月9日、UFC 200のUFC世界フェザー級暫定王座決定戦でフェザー級ランキング2位のフランク・エドガーと3年5ヶ月ぶりとなる再戦。下がりながら鋭いパンチを的確に当てつつ、エドガーが11度にわたり試みたテイクダウンを完璧に捌ききる驚異のテイクダウンディフェンス能力を見せ1度もテイクダウンを奪われることなく、3-0の5R判定勝ち。暫定王座獲得に成功し、試合後には観客席のコナー・マクレガーに再戦をアピールした。
2016年11月26日　UFC 206のマックス・ホロウェイ vs. アンソニー・ペティスがフェザー級暫定王座決定戦となったことに伴い、コナー・マクレガーのフェザー級王座が返上され、アルドは暫定王者から再びフェザー級正規王者に返り咲いた。

### 2017年
2017年6月3日、UFC 212のUFC世界フェザー級王座統一戦で暫定王者マックス・ホロウェイと対戦。1Rと2Rはスタンドの攻防で攻勢に立つも、3Rに足が止まったところに右ストレートでダウンを奪われパウンドでTKO負け。王座統一に失敗し、正規王座から陥落した。敗れはしたものの、ファイト・オブ・ザ・ナイトを受賞した。
2017年12月2日、UFC 218のUFC世界フェザー級タイトルマッチで王者マックス・ホロウェイに挑戦予定だったフランク・エドガーが負傷欠場したため、代役でアルドがホロウェイに挑戦。前回同様序盤はスタンドの攻防でペースを掴むも、3Rから動きが落ちるとホロウェイに盛り返され、最後はパウンドでTKO負け。王座奪還に失敗し、自身初の連敗を喫した。

### 2018年
2018年7月28日、UFC on FOX 30でフェザー級ランキング4位のジェレミー・スティーブンスと対戦。1R中盤にパンチラッシュを仕掛けられる場面があったもののすぐに立て直し、1R終盤に左ボディーブローでダウンを奪いパウンドでTKO勝ち。パフォーマンス・オブ・ザ・ナイトを受賞し、連敗を2でストップした。なお、アルドがノンタイトルマッチ、3Rの試合を行ったのはおよそ9年ぶりである。

### 2019年
2019年2月2日、UFC Fight Night: Assunção vs. Moraes 2でフェザー級ランキング5位のヘナート・モイカノと対戦。2Rに左フックを効かせ、追撃のスタンドパンチ連打でTKO勝ち。パフォーマンス・オブ・ザ・ナイトを受賞した。
2019年5月12日、UFC 237でフェザー級ランキング4位のアレクサンダー・ヴォルカノフスキーと対戦し、0-3の判定負け。
2019年12月14日、バンタム級転向初戦となったUFC 245でバンタム級ランキング1位のマルロン・モラエスと対戦し、僅差で1-2の判定負け。

### 2020年
2020年7月11日、UFC 251のUFC世界バンタム級王者決定戦でバンタム級ランキング3位のピョートル・ヤンと対戦し、5RにパウンドでTKO負け。王座獲得に失敗した。
2020年12月19日、UFC Fight Night: Thompson vs. Nealでバンタム級ランキング15位のマルロン・ヴェラと対戦。ボディブローと右ローキックを効かせ、グラウンドではバックマウントを奪取するなど全局面で優勢に立って3-0の判定勝ち。バンタム級初勝利となった。

### 2021年
2021年8月7日、UFC 265でバンタム級ランキング9位のペドロ・ムニョスと対戦し、スピーディーなパンチのコンビネーションとローキックで試合のペースを掴んで3-0の判定勝ち。
2021年12月4日、UFC on ESPN: Font vs. Aldoでバンタム級ランキング4位のロブ・フォントと対戦。フォントの手数とプレッシャーに手を焼いたものの、パンチで2度ダウンを奪い、グラウンドのポジショニングで優勢に立ち続けて3-0の5R判定勝ち。3連勝となった。

### 2022年
2022年8月20日、UFC 278でバンタム級ランキング6位のメラブ・ドバリシビリと対戦し、ドバリシビリが16度にわたって試みたテイクダウンを全て防いだものの、0-3の判定負け。
2022年9月18日、UFCとの契約が1試合残っていたためリリースを要求して認められ、正式に総合格闘技から引退したが、その後、アルドはインタビューで引き続きUFCとの契約下にあるが、ボクシング等の他のスポーツで試合を行うことを許可されたことを明かした。

### 2023年
2023年1月21日、UFC 283でアルドのUFC殿堂入りが発表された。
2023年2月10日、プロボクシングデビュー戦を行い6回3-0の判定勝ちを収めた。

### 2024年
2024年5月4日、約1年9カ月ぶりの復帰戦となったUFC 301でバンタム級ランキング12位のジョナサン・マルチネスと対戦し、スタンドの攻防で圧倒して3-0の判定勝ち。
2024年10月5日、UFC 307でバンタム級ランキング11位のマリオ・バティスタと対戦。バティスタが10度にわたって試みたテイクダウンを全て防ぎ、2Rと3Rを有効打撃数で上回ったものの1-2の判定負け。海外MMAメディアサイトでは記者18人中それぞれ9人がアルドとバティスタの勝利と採点、ファンの判定投票では86%がアルドの勝利と採点し、またコナー・マクレガーを始め多くのファイターがアルドの勝利を支持した。

### 2025年
2025年5月10日、UFC 315でバンタム級ランキング13位のアイマン・ザハビ
とフェザー級契約で対戦し、0-3の判定負け。試合終了後に現役引退を発表した。

## ファイトスタイル
卓越したスピードとテクニックを持つストライカーであり、キレのある右ストレートやフック系のパンチに加えて、強烈な右ローキックやテンカオなどの蹴り技を得意としている。また、「史上最高のテイクダウンディフェンスを持つストライカー」との呼び声が高く、テイクダウンディフェンス成功率は92%を誇る。自らテイクダウンを狙うことは少ないが、テイクダウン成功率においても54%と高い数値を持つ。

## 人物・エピソード
- 幼少期にバーベキューピットによって負った左頬の傷が由来し「スカーフェイス」と称されることがある。
- 若い頃は何度もオランダまで出向いてキックボクシング特訓をしており[54]、アルドを指導したK-1・シュートボクシング世界王者アンディ・サワーは「彼は既にオランダ式ファイトスタイルを身につけているから、10段階評価で7+を与えられるレベルだ」とアルドの打撃レベルを高く評価した[55]。
- サッカー好きであり、格闘技を始める前はサッカー選手だったほどの腕前で[56][57]、2014年12月にブラジルでサッカーの飢餓撲滅チャリティーマッチに出場した際には、ネイマールをヒールリフトで抜き去った[58]。
- 2017年に、マナウスの貧しい家庭に生まれてからスラム街で食べ物にすら困る中でトレーニングを続け、UFCでチャンピオンになるまでのサクセスストーリーを描いた伝記映画『Mais Forte que o Mundo: A História de José Aldo（世界よりも強く）』が公開された[59]。
- 2019年12月27日、アメリカの総合格闘技老舗サイトMMA Junkieが選定する『2010年代のMMAファイターTop 10』で9位に選ばれた[60]。
- 既婚者であり、2012年に娘、引退発表日の2022年9月18日に息子が誕生している。

## 戦績

### 総合格闘技
| 総合格闘技 戦績 | 総合格闘技 戦績 | 総合格闘技 戦績 | 総合格闘技 戦績 | 総合格闘技 戦績 | 総合格闘技 戦績 | 総合格闘技 戦績 |
| --------------- | --------------- | --------------- | --------------- | --------------- | --------------- | --------------- |
| 42 試合         | (T)KO           | 一本            | 判定            | その他          | 引き分け        | 無効試合        |
| 32 勝           | 17              | 1               | 14              | 0               | 0               | 0               |
| 10 敗           | 4               | 1               | 5               | 0               | 0               | 0               |

| 勝敗 | 対戦相手                             | 試合結果                                   | 大会名                                                              | 開催年月日     |
| ×    | アイマン・ザハビ                     | 5分3R終了 判定0-3                          | UFC 315: Muhammad vs. Della Maddalena                               | 2025年5月10日  |
| ×    | マリオ・バティスタ                   | 5分3R終了 判定1-2                          | UFC 307: Pereira vs. Rountree                                       | 2024年10月5日  |
| ○    | ジョナサン・マルチネス               | 5分3R終了 判定3-0                          | UFC 301: Pantoja vs. Erceg                                          | 2024年5月4日   |
| ×    | メラブ・ドバリシビリ                 | 5分3R終了 判定0-3                          | UFC 278: Usman vs. Edwards 2                                        | 2022年8月20日  |
| ○    | ロブ・フォント                       | 5分5R終了 判定3-0                          | UFC on ESPN 31: Font vs. Aldo                                       | 2021年12月4日  |
| ○    | ペドロ・ムニョス                     | 5分3R終了 判定3-0                          | UFC 265: Lewis vs. Gane                                             | 2021年8月7日   |
| ○    | マルロン・ヴェラ                     | 5分3R終了 判定3-0                          | UFC Fight Night: Thompson vs. Neal                                  | 2020年12月19日 |
| ×    | ピョートル・ヤン                     | 5R 3:24 TKO（パウンド）                    | UFC 251: Usman vs. Masvidal 【UFC世界バンタム級王座決定戦】         | 2020年7月11日  |
| ×    | マルロン・モラエス                   | 5分3R終了 判定1-2                          | UFC 245: Usman vs. Covington                                        | 2019年12月14日 |
| ×    | アレクサンダー・ヴォルカノフスキー   | 5分3R終了 判定0-3                          | UFC 237: Namajunas vs. Andrade                                      | 2019年5月12日  |
| ○    | ヘナート・モイカノ                   | 2R 0:44 TKO（スタンドパンチ連打）          | UFC Fight Night: Assunção vs. Moraes 2                              | 2019年2月2日   |
| ○    | ジェレミー・スティーブンス           | 1R 4:19 TKO（左ボディブロー→パウンド）     | UFC on FOX 30: Alvarez vs. Poirier 2                                | 2018年7月28日  |
| ×    | マックス・ホロウェイ                 | 3R 4:51 TKO（パウンド）                    | UFC 218: Holloway vs. Aldo 2 【UFC世界フェザー級タイトルマッチ】    | 2017年12月2日  |
| ×    | マックス・ホロウェイ                 | 3R 4:13 TKO（パウンド）                    | UFC 212: Aldo vs. Holloway 【UFC世界フェザー級王座統一戦】          | 2017年6月3日   |
| ○    | フランク・エドガー                   | 5分5R終了 判定3-0                          | UFC 200: Tate vs. Nunes 【UFC世界フェザー級暫定王座決定戦】         | 2016年7月9日   |
| ×    | コナー・マクレガー                   | 1R 0:13 KO（左フック）                     | UFC 194: Aldo vs. McGregor 【UFC世界フェザー級王座統一戦】          | 2015年12月12日 |
| ○    | チャド・メンデス                     | 5分5R終了 判定3-0                          | UFC 179: Aldo vs. Mendes 2 【UFC世界フェザー級タイトルマッチ】      | 2014年10月25日 |
| ○    | リカルド・ラマス                     | 5分5R終了 判定3-0                          | UFC 169: Barao vs. Faber 【UFC世界フェザー級タイトルマッチ】        | 2014年2月1日   |
| ○    | ジョン・チャンソン                   | 4R 2:00 TKO（パウンド）                    | UFC 163: Aldo vs. Korean Zombie 【UFC世界フェザー級タイトルマッチ】 | 2013年8月3日   |
| ○    | フランク・エドガー                   | 5分5R終了 判定3-0                          | UFC 156: Aldo vs. Edgar 【UFC世界フェザー級タイトルマッチ】         | 2013年2月2日   |
| ○    | チャド・メンデス                     | 1R 4:59 KO（膝蹴り）                       | UFC 142: Aldo vs. Mendes 【UFC世界フェザー級タイトルマッチ】        | 2012年1月14日  |
| ○    | ケニー・フロリアン                   | 5分5R終了 判定3-0                          | UFC 136: Edgar vs. Maynard 3 【UFC世界フェザー級タイトルマッチ】    | 2011年10月8日  |
| ○    | マーク・ホーミニック                 | 5分5R終了 判定3-0                          | UFC 129: St-Pierre vs. Shields 【UFC世界フェザー級タイトルマッチ】  | 2011年4月30日  |
| ○    | マニー・ガンブリャン                 | 2R 1:33 KO（右アッパー→パウンド）          | WEC 51: Aldo vs. Gamburyan 【WEC世界フェザー級タイトルマッチ】      | 2010年9月30日  |
| ○    | ユライア・フェイバー                 | 5分5R終了 判定3-0                          | WEC 48: Aldo vs. Faber 【WEC世界フェザー級タイトルマッチ】          | 2010年4月24日  |
| ○    | マイク・トーマス・ブラウン           | 2R 1:20 TKO（パウンド）                    | WEC 44: Brown vs. Aldo 【WEC世界フェザー級タイトルマッチ】          | 2009年11月18日 |
| ○    | カブ・スワンソン                     | 1R 0:08 TKO（跳び膝蹴り→パウンド）         | WEC 41: Brown vs. Faber 2                                           | 2009年6月7日   |
| ○    | クリス・ミックル                     | 1R 1:39 TKO（スタンドパンチ連打）          | WEC 39: Brown vs. Garcia                                            | 2009年3月1日   |
| ○    | ローランド・ペレス                   | 1R 4:15 KO（膝蹴り→パウンド）              | WEC 38: Varner vs. Cerrone                                          | 2009年1月25日  |
| ○    | ジョナサン・ブルッキンズ             | 3R 0:45 TKO（パウンド）                    | WEC 36: Faber vs. Brown                                             | 2008年11月5日  |
| ○    | アレッシャンドリ・フランカ・ノゲイラ | 2R 3:22 TKO（パウンド）                    | WEC 34: Faber vs. Pulver                                            | 2008年6月1日   |
| ○    | 昇侍                                 | 5分3R終了 判定3-0                          | PANCRASE 2007 RISING TOUR                                           | 2007年7月27日  |
| ○    | ファビオ・メロ                       | 5分3R終了 判定3-0                          | Top Fighting Championships 3                                        | 2007年5月2日   |
| ○    | チアゴ・ミヌー                       | 5分3R終了 判定2-0                          | Gold Fighters Championship 1                                        | 2006年5月20日  |
| ×    | ルシアノ・アゼベド                   | 2R 3:37 チョークスリーパー                 | Jungle Fight 5                                                      | 2005年11月25日 |
| ○    | ミッキー・ヤング                     | 1R 1:05 TKO（パンチ連打）                  | FX3: Battle of Britain                                              | 2005年10月15日 |
| ○    | フィル・ハリス                       | 1R TKO（ドクターストップ）                 | UK-1: Fight Night                                                   | 2005年9月17日  |
| ○    | アンデルソン・シウヴェリオ           | 1R 8:33 ギブアップ（サッカーボールキック） | Meca World Vale Tudo 12                                             | 2005年7月9日   |
| ○    | アリターノ・バルボーザ               | 1R 0:20 KO（サッカーボールキック）         | Rio MMA Challenge 1                                                 | 2005年5月12日  |
| ○    | ルイス・ジ・パウラ                   | 1R 1:54 肩固め                             | Shooto Brazil 7                                                     | 2005年3月19日  |
| ○    | ウドソン・ホシャ                     | 1R終了時 TKO（ドクターストップ）           | Shooto Brazil: Never Shake                                          | 2004年10月23日 |
| ○    | マリオ・ビゴラ                       | 1R 0:18 KO（ハイキック）                   | Eco Fight Championship 1                                            | 2004年8月10日  |

### プロボクシング
| プロボクシング 戦績 | プロボクシング 戦績 | プロボクシング 戦績 | プロボクシング 戦績 | プロボクシング 戦績 | プロボクシング 戦績 | プロボクシング 戦績 |
| ------------------- | ------------------- | ------------------- | ------------------- | ------------------- | ------------------- | ------------------- |
| 3 試合              | (T)KO               | 判定                | その他              | 引き分け            | 無効試合            |                     |
| 2 勝                | 0                   | 2                   | 0                   | 1                   | 0                   |                     |
| 0 敗                | 0                   | 0                   | 0                   | 1                   | 0                   |                     |

| 戦           | 日付          | 勝敗 | 時間 | 内容    | 対戦相手                               | 国籍           | 備考 |
| ------------ | ------------- | ---- | ---- | ------- | -------------------------------------- | -------------- | ---- |
| 1            | 2023年2月10日 | ☆    | 6R   | 判定3-0 | エマニュエル・ザンブラーノ             | ブラジル       |      |
| 2            | 2023年4月1日  | △    | 6R   | 判定1-0 | ジェレミー・スティーブンス             | アメリカ合衆国 |      |
| 3            | 2023年7月2日  | ☆    | 6R   | 判定3-0 | エステバン・ガブリエル・エスピンドーラ | アルゼンチン   |      |
| テンプレート |               |      |      |         |                                        |                |      |

## 獲得タイトル
- 第4代WEC世界フェザー級王座（2009年）
- 初代UFC世界フェザー級王座（2010年）
- UFC世界フェザー級暫定王座（2016年）
- 第3代UFC世界フェザー級王座（2016年）

## 表彰
- UFC ファイト・オブ・ザ・ナイト（4回）
- UFC パフォーマンス・オブ・ザナイト（2回）
- UFC殿堂入り（2023年）
- WEC ノックアウト・オブ・ザ・ナイト（3回）
- SHERDOG ファイター・オブ・ザ・イヤー（2009年）
- SHERDOG 殿堂入り（2014年）
- ESPN ファイト・オブ・ザ・イヤー（2014年/チャド・メンデス戦）

## ペイ・パー・ビュー販売件数
| 開催年月日     | イベント                                           | 販売件数  | 備考                 |
| -------------- | -------------------------------------------------- | --------- | -------------------- |
| 2017年12月2日  | UFC 218: マックス・ホロウェイ vs. ジョゼ・アルド 2 | 23万件    |                      |
| 2017年6月4日   | UFC 212: ジョゼ・アルド vs. マックス・ホロウェイ   | 16万7千件 |                      |
| 2015年12月12日 | UFC 194: ジョゼ・アルド vs. コナー・マクレガー     | 120万件   |                      |
| 2014年10月25日 | UFC 179: ジョゼ・アルド vs. チャド・メンデス 2     | 18万件    |                      |
| 2014年2月1日   | UFC 169: ジョゼ・アルド vs. リカルド・ラマス       | 23万件    | セミファイナルに出場 |
| 2013年8月3日   | UFC 163: ジョゼ・アルド vs. ジョン・チャンソン     | 18万件    |                      |
| 2013年2月2日   | UFC 156: ジョゼ・アルド vs. フランク・エドガー     | 33万件    |                      |
| 2012年1月14日  | UFC 142: ジョゼ・アルド vs. チャド・メンデス       | 21万5千件 |                      |
| 2011年10月8日  | UFC 136: ジョゼ・アルド vs. ケニー・フロリアン     | 22万5千件 |                      |
| 2010年4月24日  | WEC 48: ジョゼ・アルド vs. ユライア・フェイバー    | 17万5千件 |                      |

## 出演

### 映画
- Like Water (2011)